# Бієнтевіо червоноголовий
Бієнте́віо червоноголовий (Myiozetetes similis) — вид горобцеподібних птахів родини тиранових (Tyrannidae). Мешкає в Мексиці, Центральній і Південній Америці.

## Опис
Довжина птаха становить 16—18 см, вага 24—27 г. Голова чорнувато-сіра, над очима широкі білі «брови», на тімені малопомітна оранжева або яскраво-червона смуга. Верхня частина тіла оливково-коричнева, крила і хвіст коричневі з рудуватими краями. Горло біле, нижня частина тіла жовта. К молодих птахів обличчя світліше, смужка на голові менш виражена, крила і хвіст мають каштанові краї.

## Підвиди
Виділяють сім підвидів:

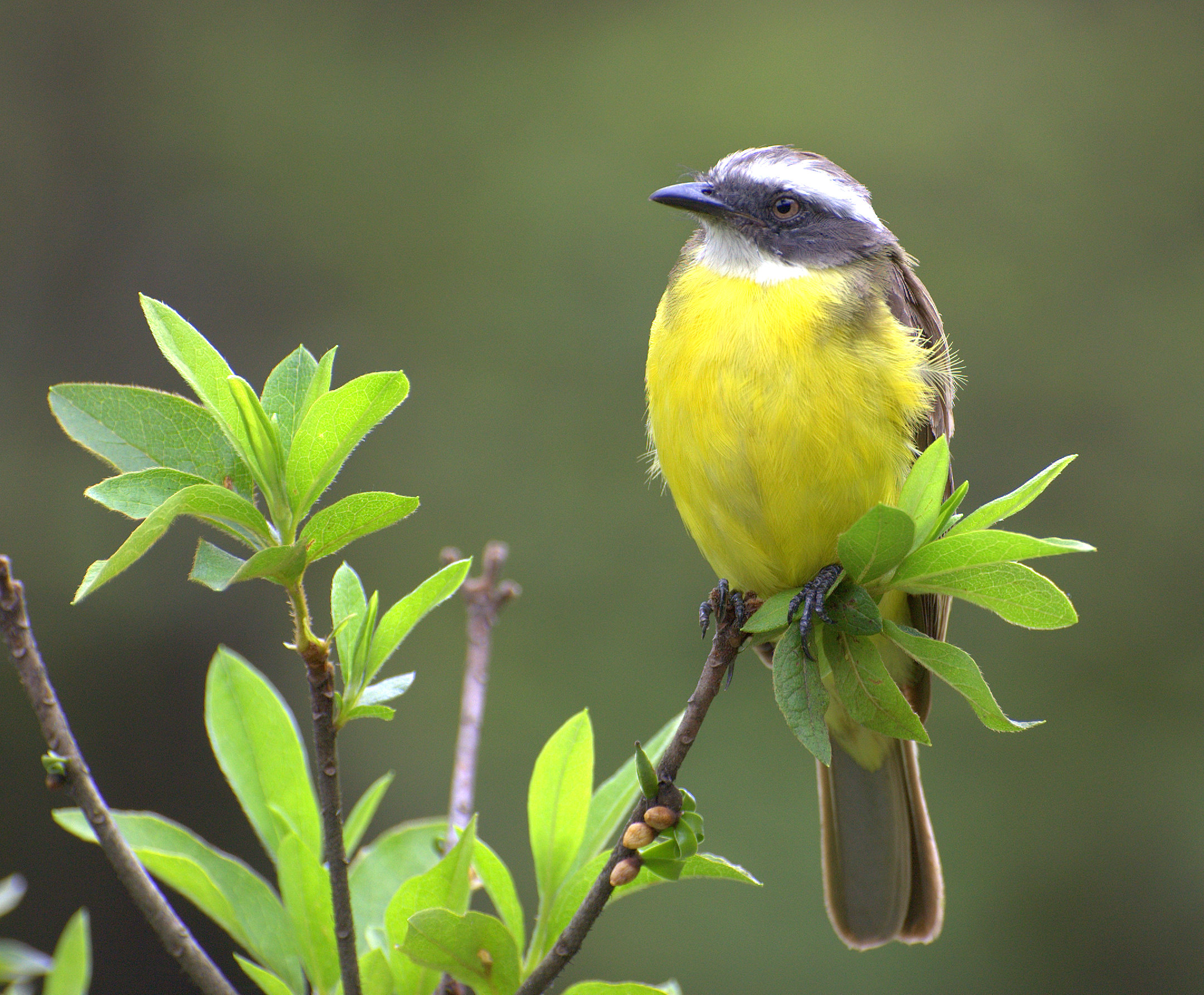
Червоноголовий бієнтевіо (підвид M. s. pallidiventris, Ботанічний сад Сан-Паулу, Бразилія

- M. s. primulus Van Rossem, 1930 — західна Мексика (від півдня Сонори до півночі Сіналоа);
- M. s. hesperis Phillips, AR, 1966 — захід Мексики (від півдня Сіналоа до півдня Сакатекаса, південного заходу Пуебли і Оахаки);
- M. s. texensis (Giraud Jr, 1841) — від східної Мексики (південь Тамауліпасу) до північної Коста-Рики;
- M. s. columbianus Cabanis & Heine, 1860 — від південно-західної Коста-Рики до північної Колумбії і північної Венесуели;
- M. s. similis (Spix, 1825) — від східної Колумбії до північної Болівії, південної Венесуели і Бразильської Амазонії;
- M. s. grandis Lawrence, 1871 — захід Еквадору (на південь від Есмеральдаса) і північний захід Перу (Тумбес);
- M. s. pallidiventris Pinto, 1935 — від східної Болівії до східного Парагвая і північно-східної Аргентини.

## Поширення і екологія
Червоноголові бієнтевіо мешкають в Мексиці, Гватемалі, Белізі, Сальвадорі, Гондурасі, Нікарагуа, Коста-Риці, Панамі, Колумбії, Еквадорі, Перу, Болівії, Венесуелі, Гаяні, Суринамі, Французькій Гвіані, Бразилії, Аргентині і Парагваї. Вони живуть у вологих тропічних лісах, в рідколіссях, в чагарникових заростях, на плантаціях, в парках і садах, на висоті до 1700 м над рівнем моря. Живляться комахами, яких ловлять в польоті, а також дрібними плодами і ягодами. Інкубаційний період триває з лютого по червень. Гніздо відносно велике, закрите, розміщується на дереві або в чагарниках, часто поряд з осиним гніздом і водоймою. В кладці від 2 до 4 кремових або білих яєць, поцяткованих коричневими або ліловими плямками.

## Збереження
МСОП класифікує цей вид як такий, що не потребує особливих заходів зі збереження. За оцінками дослідників, популяція рудокрилих бієнтевіо становить понад 50 мільйонів дорослих птахів. Це досить поширений вид птахів в межах свого ареалу.